# Playa de Barnejo
La playa de Barnejo o playa de Berellín está situada en el municipio de Val de San Vicente, en la comunidad autónoma de Cantabria, España. Es una pequeña playa con un alto valor paisajístico. Está compuesta por fina arena blanca y presenta un bajo grado de ocupación. La playa es atravesada por el arroyo de Prellezo.